# Per Henriksen (labdarúgó, 1952)
Per Henriksen (Stavanger, 1952. április 10. – Stavanger, 2024. április 17.) válogatott norvég labdarúgó, hátvéd.

## Pályafutása

### Klubcsapatban
1970 és 1977 között a Brodd, 1978 és 1986 között a Viking labdarúgója volt. A Vikkenggel két norvég bajnoki címet és egy kupagyőzelmet ért el.

### A válogatottban
1983–84-ben tíz alkalommal szerepelt a norvég válogatottban.

## Sikerei, díjai
Viking
- Norvég bajnokság
  - bajnok (2): 1979, 1982
- Norvég kupa
  - győztes: 1979